# Polityka turystyczna
Polityka turystyczna jest to świadome oddziaływanie państwa i innych podmiotów na turystykę realizowanej w ramach ogólnej polityki gospodarczej kraju polegającej na określaniu celów ekonomicznych i pozaekonomicznych oraz na doborze odpowiednich środków i metod niezbędnych do ich realizacji.
1) Ujęcie węższe

Polityka turystyczna realizowana poprzez państwo i samorząd terytorialny, które dysponują ustawowo określonymi kompetencjami w zakresie turystyki i rozwoju.

2) Ujęcie szersze

Polityka turystyczna obejmuje także działania innych pozarządowych podmiotów odnoszących się do turystyki.

## Cele i zakres polityki turystycznej
W polityce występują cele ekonomiczne i pozaekonomiczne. W państwach o wyraźnie wykształconej funkcji turystycznej uwidoczniony jest głównie cel pozaekonomiczny, w tym głównie cele społeczne i ekologiczne, gdzie w centrum uwagi znajduje się człowiek oraz środowisko przyrodnicze i kulturowe. Takimi krajami są np. Austria, Hiszpania (na turystykę zrównoważoną), Szwajcaria, Niemcy (rozbudzanie potrzeb turystycznych). W Polsce dominuje cel ekonomiczny czego wyrazem jest zapis strategii rozwoju kraju, że turystyka służy osiąganiu celów strategicznych kraju.
Praktyka jest taka, że większość krajów stosuje w turystyce system celów mieszanych czyli ekonomicznych, społecznych i ekologicznych.
Zakres polityki turystycznej czyli czym powinna się zajmować:
- planowanie przestrzenne
- planowanie ekonomiczne
- marketing i promocja
- kształcenie zawodowe
- badania naukowe
- interwencjonizm w zakresie turystyki

## Podmioty polityki turystycznej
Podmioty polityki turystycznej (5 grup):
- międzynarodowe podmioty polityki turystycznej, np. UN WTO, OECD, Komitet ds. Turystyki Unii Europejskiej
- podmioty krajowej polityki turystycznej tj. państwo i jego organy ustawodawcze i wykonawcze, które w międzynarodowej monokulturze określane są jako NTA oraz narodowe organizacje turystyczne (NTO)
- podmioty regionalnej polityki turystycznej – władze samorządowe regionów, np. w Polsce sejmiki samorządowe i zarządy województw oraz przedstawiciele administracji rządowej w regionie
- podmioty lokalnej polityki turystycznej – rady gminne i miejskie, organy wykonawcze gmin i powiatów oraz związki i stowarzyszenia lokalne
- podmioty polityki turystycznej o charakterze zawodowym m.in. izby turystyczne, izby gospodarcze i stowarzyszenia zawodowe, np. związki restauratorów, hotelarzy, przewodników czy pilotów

## Stosunek państwa do turystyki
Państwo może mieć negatywny stosunek do turystyki. Występował on i niekiedy jeszcze występuje w państwach, które nie są przygotowane do rozwoju przyjazdowego i wyjazdowego ruchu turystycznego lub też występują przeszkody natury politycznej lub ideologicznej. Doskonałymi przykładami tak państw są: Białoruś, Korea Północna czy Kuba.
Stosunek neutralny państwa jest wtedy, kiedy państwo nie ingeruje w rozwój turystyki dopóki nie jest on sprzeczny z ogólnymi interesami kraju i nie wywiera negatywnego wpływu na życie społeczno-gospodarcze jak np. Szwajcaria.
Stosunek pozytywny państwa polega na tym, że państwa podejmuje świadome działania i bieżącą kontrolę wpływu turystyki na życie społeczno-gospodarcze, ponadto istnieją sprecyzowane cele i narzędzia polityki turystycznej.

## Narzędzia polityki turystycznej
Narzędzia polityki turystycznej, czyli środki, którymi dąży się do osiągnięcia celu, dzielą się na 4 grupy:
- narzędzia wynikające z ogólnej polityki państwa tj. aktywizacja regionów mniej rozwiniętych gospodarczo, aktywizacja sektora usług, współtworzenie i realizacja polityki zagranicznej, realizacja zadań w dziedzinie polityki kulturalnej, ochrony zdrowia czyli polityki społecznej
- ustawodawstwo turystyczne, np. stanowienie przepisów o miejscowościach turystycznych, przepisów o bazie noclegowej, przepisów o funkcjonowaniu gospodarki turystycznej
- narzędzia ekonomiczno-finansowe – będą to: ustalanie cen, wysokości podatków, oprocentowania kredytów, ograniczenia dewizowe
- narzędzia administracyjno-organizacyjne – wynikające z działalności organizacji narodowych i narodowych administracji turystycznych

## Literatura
- Alejziak W., Turystyka w obliczu wyzwań XXI wieku, wyd. Albis, Kraków 1999.
- Alejziak W., Marciniec T., Międzynarodowe organizacje turystyczne, wyd. Albis, Kraków 2003.
- Borzyszkowski J., Polityka turystyczna państwa, Wydaw. Uczelniane Politechniki Koszalińskiej, Koszalin 2005.
- Kozak N. W., Turystyka i polityka turystyczna a rozwój: między starym a nowym paradygmatem, wyd. Scholar, Warszawa 2009.
- Walasek J., Turystyka w Unii Europejskiej, Wyższa Szkoła Społeczno-Przyrodnicza w Lublinie, Lublin 2009.